# Yoshio Aoyama
Pour les articles homonymes, voir Aoyama.
Yoshio Aoyama (青山 義雄, Aoyama Yoshio, 10 janvier 1894, Yokosuka - 9 octobre 1996, Tokyo) est un peintre japonais.

## Biographie
Yoshio Aoyama nait le 10 janvier 1894 dans la Préfecture de Kanagawa
Après s'être initié à l'aquarelle au sein de l'Association japonaise d'aquarellistes, il vient en France après la Première Guerre mondiale et y est l'élève d'Henri Matisse.
Les catalogues des salons parisiens auxquels il participe restituent qu'il est successivement installé à Paris au 23, rue Weber, puis au 7, rue Belloni (aujourd'hui rue d'Arsonval).
Il est principalement connu pour ses peintures à l'huile et aquarelles.

## Expositions

### Expositions collectives
- Salon d'Automne, Paris, de 1921 à 1934[2].
- Salon des indépendants, Paris, de 1928 à 1930[2].
- Pierre Jutand, Makoto Masuda, Yoshio Aoyama, Michel Pandel - Œuvres récentes, casino de Cherbourg, juin 1963.

### Expositions personnelles
- Galerie Bing, 20, rue La Boétie, Paris, octobre 1929[6].
- Yoshio Aoyama - Œuvres de la période européenne, Musée d'art Bridgetone, Tokyo, octobre 1955[7].
- Yoshio Aoyama, l'artiste japonais loué par Henri Matisse, Chigasaki City Museum of Art, avril-juin 2016[8].
- Yoshio Aoyama - "Follow the brilliant trail" (rétrospective), Musée des arts de Yokosuka, février-avril 2018[9].

## Réception critique
- « De nême que Takanori Oguiss l'a fait après la Seconde Guerre mondiale, Aoyami a adopté une facture totalement occidentale, dans la tradition figurative, pour peindre le paysage français. » - Dictionnaire Bénézit[2]

## Collections publiques

### États-Unis
- The Rivolo Collection, New York, Paysage du Midi, huile sur toile[10].

### Japon
- Chigasaki City Museum of Art; Chigasaki[11].
- Musée d'Art de Hiroshima, une huile sur toile[12].
- Musée d'art (en) de Kagoshima, une huile sur toile[13].
- Musée d'art moderne (en), Kamakura et Hayama, 444 œuvres, techniques diverses[14].
- Musée municipal d'art de Kyoto, une huile sur toile[15].
- Musée d'art de la préfecture de Nagasaki, une aquarelle, une huile sur toile[16].
- Furukawa Art Museum, Nagoya, une huile sur toile[17].
- Aizu Museum, Université Waseda, Tokyo, une huile sur toile[18].
- Musée Artizon, Tokyo, Panorama des Alpes dans le sud, huile sur toile[19].
- Musée national d'Art moderne de Tokyo :
  - Adam et Ève, huile sur toile[20] ;
  - Coucher de soleil sur la Mer du Nord, huile sur toile[21] ;
  - Paysage à Cagnes-sur-Mer, huile sur toile[22].
- Musée d'art moderne (en) de Wakayama, une huile sur toile[23].